# Biczyce Dolne
Biczyce Dolne (do 29 maja 1953 Biczyce Niemieckie, niem. Deutsch Bischitz) – wieś w Polsce położona w województwie małopolskim, w powiecie nowosądeckim, w gminie Chełmiec. W latach 1975–1998 miejscowość administracyjnie należała do województwa nowosądeckiego. W 2017 r. wieś liczyła 889 mieszkańców.
Wieś leży w Kotlinie Sądeckiej, u podnóża Beskidu Wyspowego, przy drodze krajowej nr 28. W Biczycach Dolnych do 2008 roku miała siedzibę duża firma produkująca stolarkę budowlaną DAKO oraz kilka mniejszych, głównie z branży budowlanej.

## Edukacja
- Żłobek
- Przedszkole
- Niepubliczne Integracyjne Przedszkole Świętego Józefa[5]
- Szkoła Podstawowa[6]

## Historia
Biczyce były jedną z wsi, którą w 1257 roku Bolesław Wstydliwy oddał swojej żonie Kindze. Ta owdowiawszy, w roku 1280 ufundowała starosądecki klasztor klarysek, ofiarowując na jego utrzymanie wszystkie swe folwarki na Sądecczyźnie.